# Peter Thomas Bauer

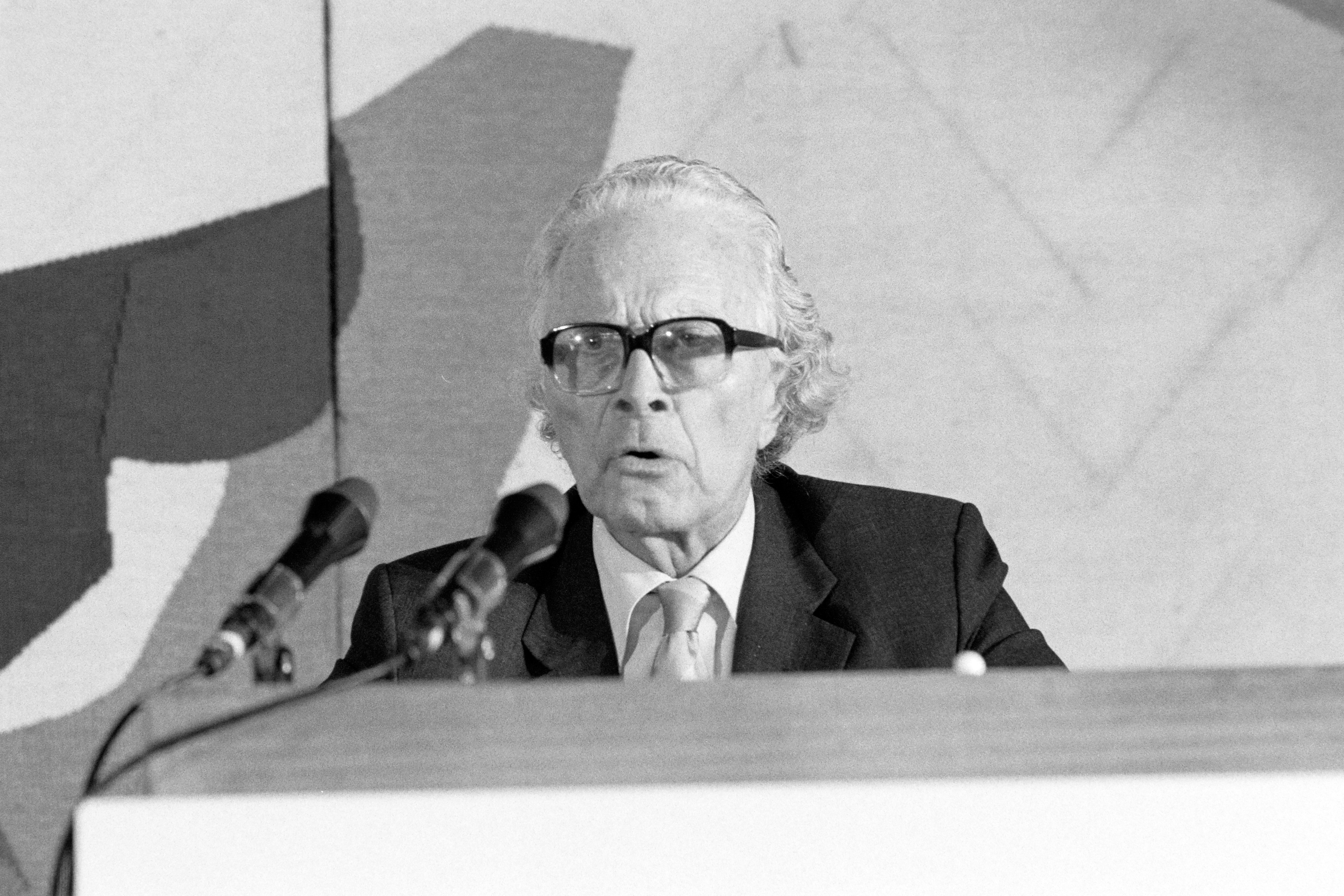
Peter Thomas Bauer am St. Gallen Symposium (1986)

Peter Thomas Bauer, Baron Bauer (* 6. November 1915 in Budapest als Péter Tamás Bauer; † 2. Mai 2002 in London) war ein britischer Entwicklungsökonom ungarischer Abstammung. Er galt als Kritiker der Auffassung, dass Entwicklungshilfe aus dem Ausland Entwicklungsländern zugutekomme.

## Leben
Bauer studierte zunächst Rechtswissenschaften in Budapest, bevor er ab 1934 in England am Gonville and Caius College in Cambridge bis zu seinem Abschluss 1937 Wirtschaftswissenschaften studierte. Nach einer kurzen Arbeitsperiode in der Privatwirtschaft für das Handelsunternehmen mit Kontakten in den Fernen Osten Guthrie & Co. kam er 1960 an die London School of Economics, wo er bis 1983 als Professor agierte.
Am 15. Februar 1983 wurde er als Baron Bauer, of Market Ward in the City of Cambridge, zum Life Peer erhoben und erhielt einen Sitz im britischen House of Lords. Seit 1975 war er Mitglied (Fellow) der British Academy.

## Wirken
Für Bauer ist der Kern von Entwicklung in der Ausweitung individueller Wahlmöglichkeiten zu suchen. Der Staat nimmt dabei die Rolle zum Schutz von Leben, Freiheit und Eigentum ein, sodass der Einzelne seine eigenen Ziele und Wünsche verfolgen kann.

## Werke (Auswahl)
- Bevölkerung, Entwicklung, Umwelt,  Lindenthal-Institut, Köln, Verleger Herford; 1995, ISBN 3-512-03153-6
- Zwischenbilanz der Diskussion über eine neue Weltwirtschaftsordnung, Verleger Stuttgart; New York: Fischer, 1981, ISBN 3-437-50257-3